# ЛМ-47
ЛМ-47 — советский четырёхосный трамвай, выпускавшийся Ленинградским вагоноремонтным заводом с 1948 по 1949 годы.

## История создания
Во время блокады Ленинграда в годы Великой Отечественной войны значительное количество вагонов ЛМ-33 и ЛП-33 было разрушено настолько сильно, что более целесообразным было принято восстановление на рамах разрушенных трамваев новых цельнометаллических вагонов.
Выпуск был налажен на Ленинградском вагоноремонтном заводе. Вагон получил название ЛМ-47 (Ленинградский моторный проекта 1947 года), а его прицепная модификация — ЛП-47 (Ленинградский прицепной проекта 1947 года). За большую массу, округлые форму и верхнюю часть кузова, окрашенную в цвет слоновой кости, вагоны получили в народе прозвище «слоны».
Выпускались ЛМ-47 и ЛП-47 с 1948 по 1949 годы.

## Эксплуатация
Поезда ЛМ-47 — ЛП-47 работали в Ленинграде с 1948 года по 1974 год.
До конца 90-х годов сохранялось несколько грузовых вагонов, но все они, кроме двух, были порезаны.

## Сохранившиеся экземпляры
До наших дней в музее электрического транспорта в Санкт-Петербурге сохранилось три экземпляра ЛМ-47: пассажирский вагон № 3521 (на ходу), вагон № 3543, использовавшийся как песковоз (ожидает реставрации) и грузовой вагон с краном №С-3802 (ожидает реставрации). Также на ходу находится пассажирский вагон ЛП-47 № 3584.
Трамвай ЛМ-47 можно увидеть в кинофильме «Старики-разбойники».